# Abelardo Jurema
Abelardo de Araújo Jurema (Itabaiana, 15 de fevereiro de 1914 — João Pessoa, 9 de fevereiro de 1999) foi um jornalista,  advogado e político brasileiro.

## Carreira estudantil
Iniciou seus estudos no Colégio São José, em Itabaiana e posteriormente para o Colégio Nossa Senhora do Carmo, em seguida, para o Colégio Oswaldo Cruz, em Recife. Ingressa na Faculdade de Direito do Recife, concluindo em 1937.

## Atividades profissionais
Além de ser advogado, também demonstrava sua vocação literária; escreveu no Diário de Pernambuco, no Diário da Tarde e no Jornal do Comércio. Em João Pessoa, foi redator de A União, sob a direção de Orris Barbosa, ao mesmo tempo, gerenciava o escritório comercial da fábrica de cigarros Estrela do Norte, de propriedade do seu avô.
Também foi diretor do Departamento de Estatística e Publicidade; procurador adjunto da República; diretor da Rádio Tabajara; professor de Literatura do Liceu Paraibano; diretor do Departamento de Educação. Entre 1957 e 1958 foi secretário do Interior e Justiça da Paraíba, foi ainda diretor do Banco Nacional de Desenvolvimento Econômico e Social (BNDES), entre 1983 e 1985, e do Instituto do Açúcar e do Álcool, entre 1985 e 1988.

## Carreira política

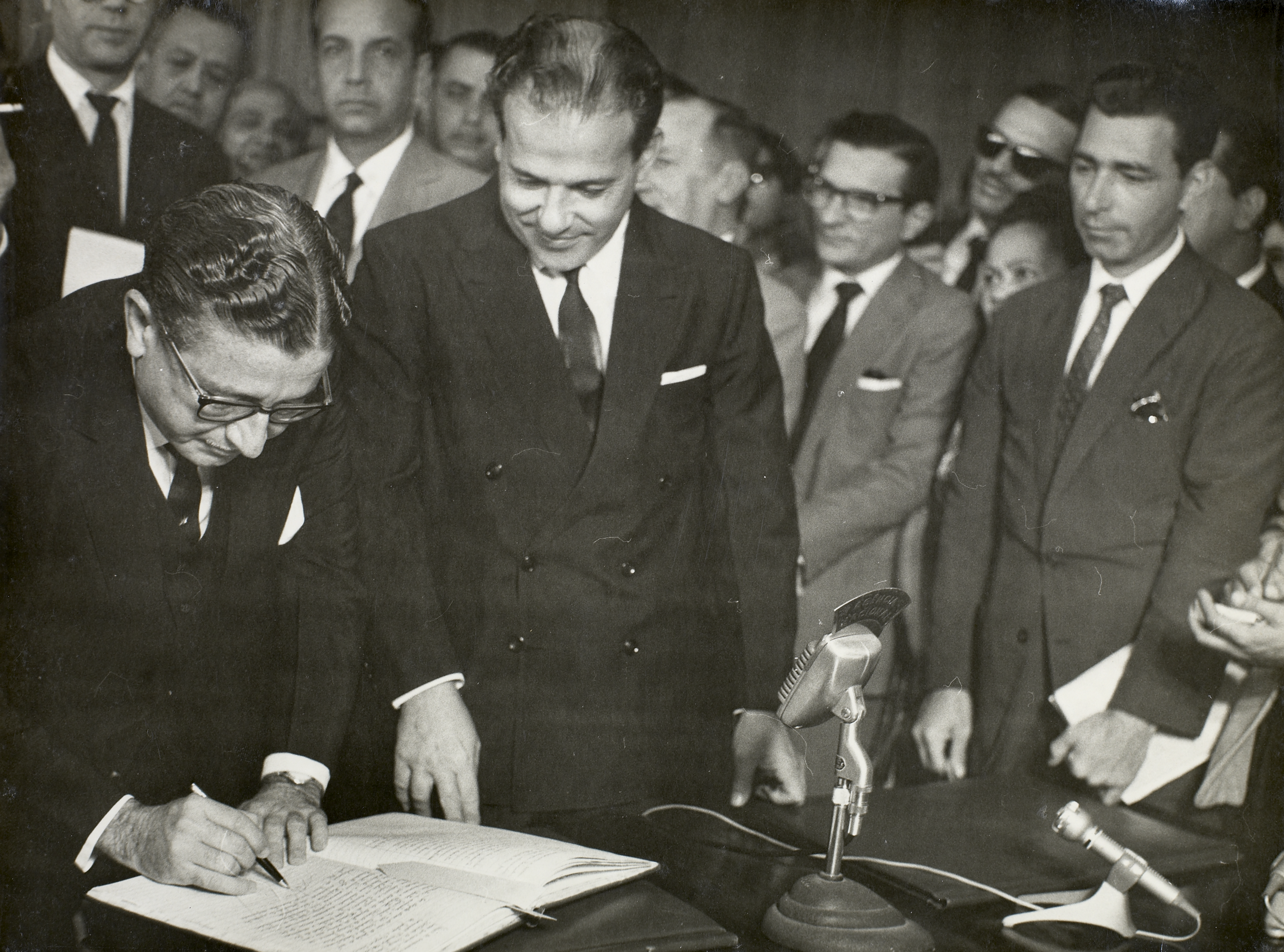
Abelardo Jurema toma posse como Ministro da Justiça, 1963. Arquivo Nacional.

Com o advento do Estado Novo em 1937, foi nomeado prefeito de Itabaiana, sua cidade natal, cargo no qual permaneceu até janeiro de 1938; prefeito nomeado de João Pessoa em 1946 e 1947.
Em 1950 foi eleito suplente do senador Rui Carneiro, vindo a exercer o mandato por dua vezes entre outubro de 1953 e março de 1954, e entre junho e setembro de 1957. Nas eleições de outubro de 1958 foi eleito deputado federal na legenda pelo Partido Social Democrático (PSD).
Abelardo Jurema chega a ocupar a importante liderança do governo Juscelino Kubitschek na Câmara dos Deputados. Reeleito deputado federal pela Paraíba em 1962, Abelardo licencia-se do mandato em junho de 1963 para assumir a pasta da Justiça do Governo João Goulart. Duas de suas iniciativas tiveram grande repercussão: a criação do Comissariado de Defesa da Economia Popular, órgão fiscalizador dos preços dos gêneros alimentícios, e o congelamento do preço dos aluguéis.
Após o golpe de 1964 e a renúncia de Goulart, Jurema volta a câmara dos deputados porém, foi cassado e teve os direitos políticos suspensos com base no Ato Institucional nº 1. No seu lugar assumiu o ex-governador João Fernandes de Lima (PSD-PB). Em seguida, partiu para o exílio no Peru. Em 1974 regressa ao Brasil e em 1979, com a anistia filia-se ao PDS.
No Rio de Janeiro, ele teve participação ativa na federalização da UFPB, na construção de Brasília e na criação dos estados do Acre e da Guanabara. Era membro do Instituto Histórico e Geográfico Paraibano IHGP. Recebeu o título de Professor Honoris Causa da UFPB.

## Academia Paraibana de Letras
Assumiu a cadeira 23 da Academia Paraibana de Letras, em 14 de janeiro de 1982, saudado pelo acadêmico Luiz Augusto Crispim.

## Publicações
- 102 dias no Senado
- Sexta-feira 13
- Os últimos dias do Governo João Goulart
- Entre os Andes e a revolução
- Juscelino & Jango
- PSD & PTB
- Exílio
- De Itabaiana à imortalidade
- Presença da Paraíba no Brasil.